# جيرهارد ويسنيوسكي
جيرهارد ويسنيوسكي (بالألمانية: Gerhard Wisnewski)‏ (ولد في 30 نوفمبر 1959 في كرومباخ) هو مؤلف ألماني، مؤمن بنظريات المؤامرة في منشوراته.
عمل ويسنيوسكي في أوائل التسعينات كموظف مستقل في إذاعة غرب ألمانيا حيث تبنى نظرية علاقة المخابرات بإنشاء جماعة الجيش الأحمر، والتي أخذت على محمل الجد في بعض الأحيان. لكن تغير ذلك بعد الهجمات الإرهابية ل11 سبتمبر 2001، والتي نشر عنها عدة تكهنات حول نظريات مؤامرة 11 سبتمبر. حاليا، في منشوراته كمؤلف مستقل، يشرح ويسنيوسكي من خلالها مجموعة واسعة من الأحداث التي تنطوي على مؤامرات كاسحة للحكومات ووكالات الاستخبارات ووسائل الإعلام في جميع أنحاء العالم، ويظهر بشكل متزايد في وسائل الإعلام اليمينية الشعبوية.

## أطروحاته
في كتابه One small step تناول ويسنيوسكي موضوع الشائعات حول برنامج أبولو، مذكرا أن رائد الفضاء أليكسي ليونوف في مقابلة له عام 2009 لوكالة الأنباء الروسية ريا نوفوستي اعترف بأن «بعض» صور الهبوط على سطح القمر تم إجراؤها في الاستوديو. ووفقا لويسنيوسكي، فهذا يجبرنا على التساؤل عن هوية الصور الحقيقية والمزيفة. بالنسبة للويسنيوسكي، محاكاة الهبوط على سطح القمر كانت أرخص بكثير توجت بنجاح مؤكد مكنت من استعادة ريادة العالم نفسيا وسياسيا والذي أضعفته حرب الفيتنام، واغتيال جون ف. كينيدي والنشطاء الحقوق المدنية مثل مارتن لوثر كينغ ومالكوم إكس.
وحسب موقع مراقبة المؤامرة، ألف جيرهارد ويسنيوسكي العديد من الكتب التي تحتوي على نظريات مؤامرة أبرزها عن هجمات 11 سبتمبر 2001 ووفاة زعيم اليمين المتطرف النمساوي يورج هايدر. كما أصبح بأطروحاته الخاصة بجماعة الجيش الأحمر أيقونة نظريات المؤامرة، حيث يعتبره اختراعا من المخابرات الغربية، بالإضافة إلى تكهناته عن دور مفترض من وكالة المخابرات المركزية السي آي إيه في احتجاز رهائن مسرح موسكو في عام 2002.

## روابط خارجية
- جيرهارد ويسنيوسكي على موقع IMDb (الإنجليزية)